# Banu Taghlib
Les Banu Taghlib sont une ancienne tribu arabe de confession chrétienne.
La guerre d'El Basous, ou Basûs, opposant les Tamim et les Banu Taghlib dure de 494 à 534 environ.
Cette tribu aux origines anciennes a immigré en Haute-Mésopotamie, jusqu’au Tigre, avec les Banu Bakr. Elle a participé aux conquêtes musulmanes. Elle a joué un rôle important à l'époque du califat omeyyade, en particulier quand elle a soutenu Muawiya contre Ali lors de la bataille de Siffin.
Les Chiites Hamdanides sont issus des Banu Taghlib.